# Stjepan Badrić
Stjepan Badrić (Drniš, 1687. – Verona, 20. travnja 1747.), hrvatski je katolički redovnik i vjerski pisac.
U franjevački red stupio 1715. u Visovcu. Nakon završena školovanja djelovao kao vojni kapelan za hrvatske vojnike u Veroni, za koje je objavio djelo Pravi način za dovesti duše virni na život vični iz 1746. godine. Predložak su mu bila slična djela talijanskih vojnih dušobrižnika, a vjerojatno se poslužio i Naukom karstjanskim iz 1743. Jeronima Bonačića. 
God. 1745. u Veneciji je objavio Ukazanje istine među Carkvom istočnom i zapadnom. To je zapravo drugo, jezično popravljeno i latinično izdanje bosančicom tiskanoga djela Krste Pejkića Zarcalo istine med Carkve istočne i zapadne (1716.). Djelo je od 1802. do 1898. nekoliko puta izdano unutar Cvita razlika mirisa duhovnoga Tome Babića.

## Djela
Djela koja je Badrić samostalno napisao:
- Ukazanje istine među Carkvom istočnom i zapadnom (1745.)
- Pravi način za dovesti duše virni na život vični (1746.)

## Vanjske poveznice
- Stjepan Badrić - Enicklopedija.hr
- Stjepan Badrić - HAZU[neaktivna poveznica]